# میشا بلوری
میشا بلوری (متولد ۱۹۴۸ در تبریز، ایران) هنرمند تبلیغی، شاعر و نقاش آلمانی-آذربایجانی است.

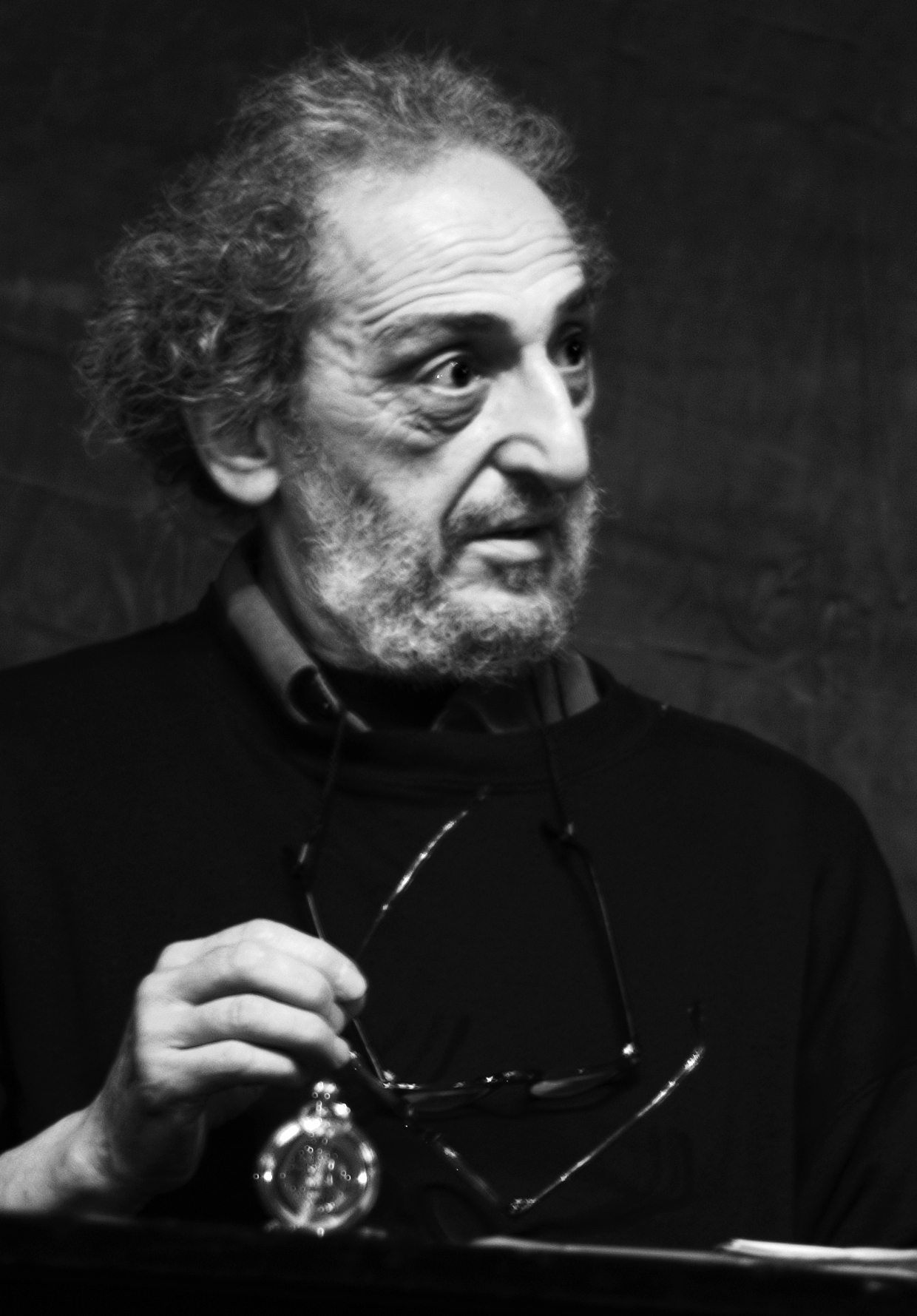
Misha Bolourie

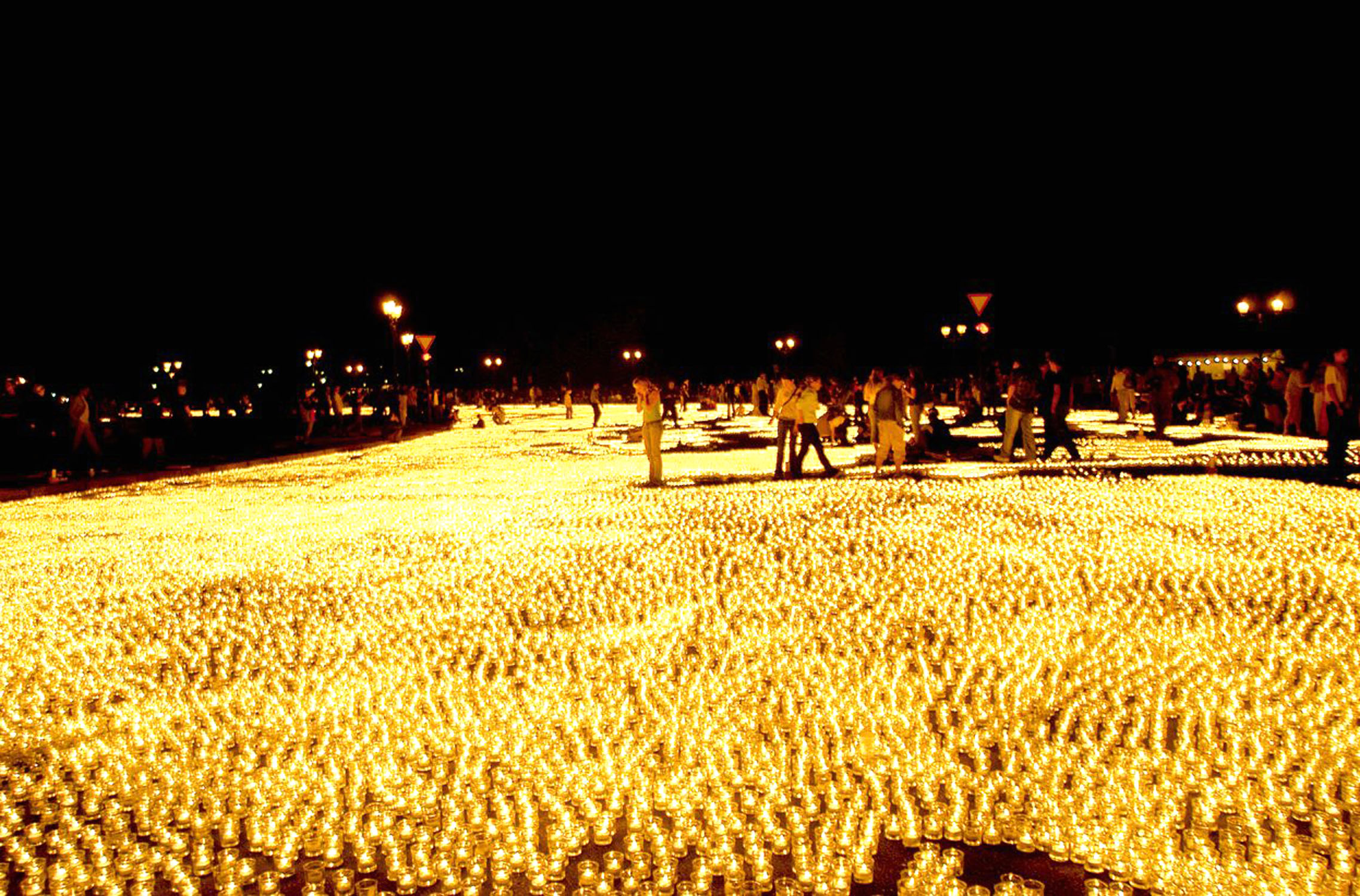
Eine Million Lichterstadt 2004

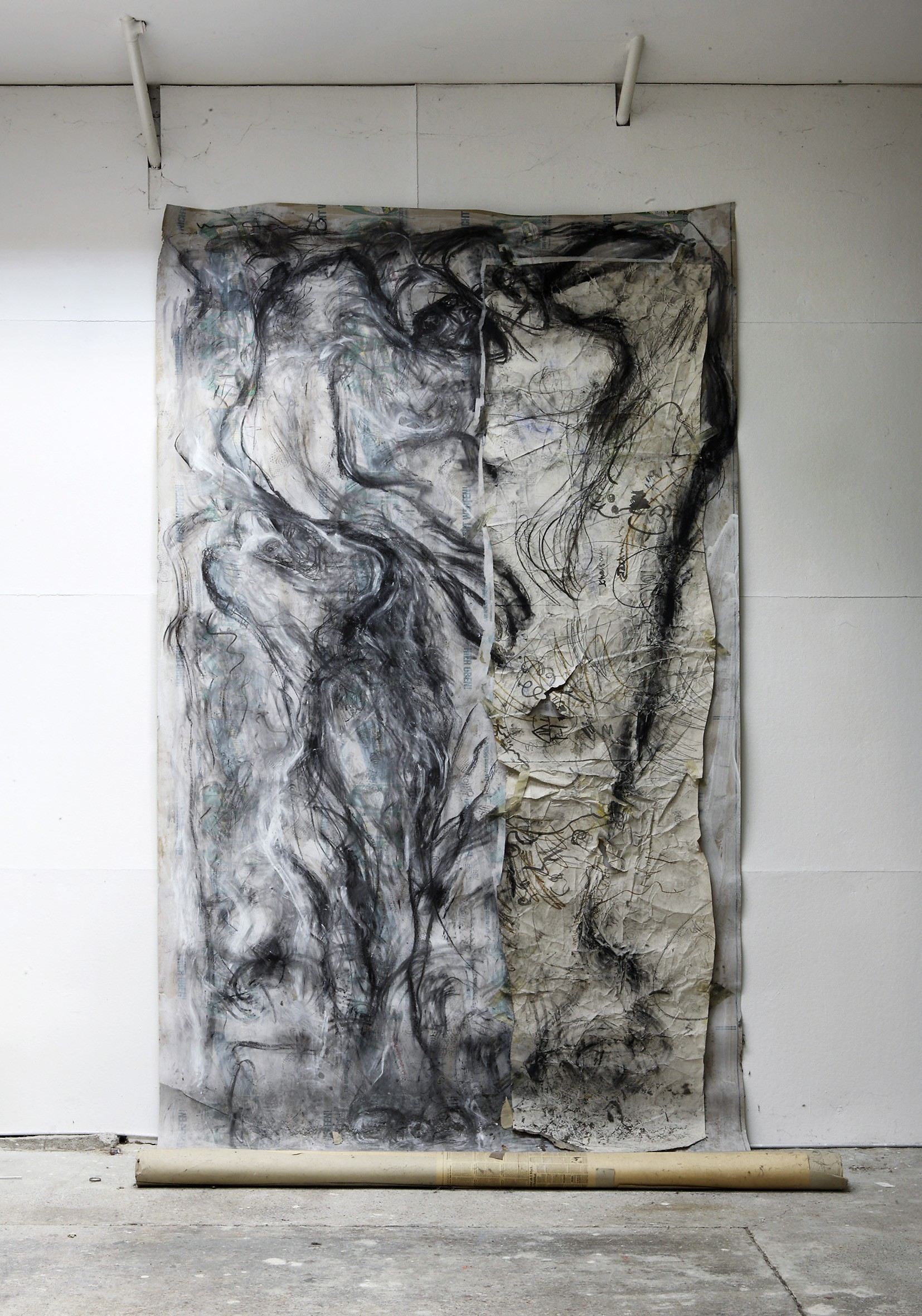
Zeichnung aus Zyklus Grosse und grossartige Zeichnungen